# Lepidosaphes eurychlidonis
Lepidosaphes eurychlidonis är en insektsart som beskrevs av Williams och Watson 1988. Lepidosaphes eurychlidonis ingår i släktet Lepidosaphes och familjen pansarsköldlöss. Inga underarter finns listade i Catalogue of Life.